# Làscara Lascaris di Ventimiglia
Làscara Lascaris di Ventimiglia (1264 – 1314) è stata una nobile italiana, figlia del conte di Tenda Guglielmo Pietro I di Ventimiglia e della principessa bizantina Eulogìa Lascaris.

## Biografia
Làscara accompagnò la madre Eulogìa che seguì in esilio Costanza di Staufen – figlia di Federico II e vedova dell'imperatore Giovanni III Ducas Vatatze – in Aragona, presso la nipote Costanza di Hohenstaufen, che si era accasata con il re Pietro III d'Aragona. Negli anni seguenti Eulogìa assunse un ruolo politico-diplomatico importante presso la corte d'Aragona.
Làscara sposò il Conte di Pallars Sobirà, Arnaldo Ruggero I, nel 1281, dal quale ebbe le figlie Sibilla – sposa nel 1297 con Ugo di Mataplana – Violante e Beatrice. Defunti i conti di Pallars, Arnaldo Ruggero I ed il fratello, Raimondo Ruggero I, i cugini di Comminges – spalleggiati dai conti Foix e dal re di Francia invasero la contea rivendicandone la successione, tentando di toglierla alle figlie della contessa Làscara di Ventimiglia. Alle quali il re d'Aragona confermò i feudi di Berga e Berguedà (in Cerdagne), e inviò un contingente militare di soccorso. Si giunse a una tregua per intervento dei Moncada, ma la guerra riprese per lunghissimi anni, restando Ugo di Mataplana e la contessa Làscara di Ventimiglia e Pallars padroni di buona parte del territorio conteso.
Il conte Arnaldo Ruggero nel 1288 nomina nel suo testamento Raimondo d'Urtx, barone di Mataplana (1290), tutore delle sue figlie Sibilla, Violante e Beatrice. Il barone di Mataplana, trattando alle spalle del re Giacomo e a detrimento degli interessi della Corona, si accorda con   Làscara di Ventimiglia per sposare la figlia Sibilla (1282-1327) con suo figlio Ugo, che così erediterà la contea di Pallars e le signorie del Berguedà e Gélida. Nel 1296 il re inviava a Raimondo il consigliere Guglielmo di Anglesola con l'ordine di rinunciare alla tutela delle figlie della contessa di Ventimiglia e Pallars. Ma questa “dona altiva y batallera”, che spesso “plantava cara” ai regi ufficiali e al medesimo sovrano, nel 1297 manteneva ancora il suo alleato Raimondo come tutore almeno della figlia Beatrice – viscontessa di Villamur -, ponendosi sotto la protezione dell'abito di diaconessa dell'Ordine Militare di San Giacomo della Spada, nel lussuoso monastero di Jonqueres, nonché facendo sposare Beatrice con il medesimo Guglielmo di Anglesola, signore di Bellpuig. Nello stesso anno re Giacomo acquista la proprietà di Pallars e Berga – eccetto il castello di Puigarbessos – per cinquecentomila soldi, reinvestendo in feudo onorevole le stesse signorie a Sibilla e Ugo, con il consenso di Làscara e della sorella Beatrice di Ventimiglia.
 Nel 1309 il re riacquista per 180.000 soldi il feudo di Berga/Berguadà, comprendente le castellanie di Monclar, Casserres, Merola, Puigarbessos, Fraumir, Bonner, Blancafort, Peguera, Terol, Terca e Malanyeu. Da Sibilla di Pallars e Ventimiglia e Ugo VII di Mataplana nasceranno sette figli, tra i quali Beatrice sposa di Arnaldo II d'Erill e madre di Berengario d'Erill, vescovo di Barcellona e Urgell nonché principe di Andorra 